# Bergstraße (huyện)
Kreis Bergstraße ("Đường núi") là một huyện (Kreis) ở phía nam của Hesse, Đức. Các huyện giáp ranh là: Groß-Gerau, Darmstadt-Dieburg, Odenwaldkreis, Rhein-Neckar-Kreis, Thành phố độc lập cấp huyện Mannheim, Rhein-Pfalz-Kreis, thành phố Worms. Kreis Bergstraße thuộc vùng Rhine Neckar và vùng Rhein-Main.

## Lịch sử
Huyện được thành lập năm 1938, khi hai huyện Bensheim và Heppenheim được sáp nhập.

## Địa lý
Huyện tọa lạc ở vùng núi Odenwald, có Melibokus là điểm cao nhất có độ cao 517 m. Bergstraße là con đường du lịch dẫn từ Darmstadt đến Wiesloch; phần phía bắc của tuyến này chạy qua huyện và mang lại tên gọi cho huyện này.

## Thị xã và đô thị
| Thị xã | Đô thị |
| --- | --- |
| 1. Bensheim 2. Bürstadt 3. Heppenheim 4. Hirschhorn 5. Lampertheim 6. Lindenfels 7. Lorsch 8. Neckarsteinach 9. Viernheim 10. Zwingenberg | 1. Abtsteinach 2. Biblis 3. Birkenau 4. Einhausen 5. Fürth 6. Gorxheimertal 7. Grasellenbach 8. Groß-Rohrheim 9. Lautertal 10. Mörlenbach 11. Rimbach 12. Wald-Michelbach |